# Баняц, Мира
Ми́ра Ба́няц (серб. Мира Бањац; род. 4 ноября 1929, Ердевик, Сербия) — одна из самых известных сербских актрис.
Мира Баняц (настоящее имя Мирьяна Т. Баняц), принадлежит к первому поколению актёров, которые окончили театральное училище в городе Нови-Сад (1950). Она играла в театрах городов Сремска Митровица (1949—1951) и Баня-Лука (1953—1955) и продолжительное время в Сербском национальном театре в Нови-Саде (1951—1970). В 1970-х переехала в Белград и стала членом театра «Ателье 212».
Её наиболее успешные достижения — изображения женщин из народа, часто исполненные с юмором. Кроме ролей в театре, за которые она получила несколько наград, она также сыграла много ролей в кино и на телевидении. Наиболее заметные её роли были в фильмах Горана Паскалевича. Первое появление на большом экране — в фильме «Бой под Косово» (1964).
Она получила награду «Добричин прстен» (высшая награда за жизненные театральные достижения в Сербии) в 2001 году и награду «Павле Вуисич» в 2008 году. Удостоена Премии «Золотая арена» на кинофестивале в Пуле в 1976 году за исполнение лучшей женской роли в фильме Бранко Бауэра «Шалаш в Малом Рите». Получила также награды «Октябрьская театральная награда» (2000) и «Йоаким Вуйич».
В 2020 году награждена Золотой медалью «За заслуги» Республики Сербия.
Во время Второй мировой войны провела год в Первой пролетарской бригаде.

## Избранная фильмография
- 1976 — «Сторож пляжа в зимний сезон» / Чувар плаже у зимском периоду — Спасения Пашанович
- 1980 — «Мастера, мастера» / Мајстори, мајстори — Лилиана
- 1981 — «Помнишь ли ты Долли Белл?» / Сјећаш ли се Доли Бел? — Мать Дино
- 1986 — «Красота порока» / Лепота порока — Милада
- 1986 — «Чудо в Шаргане» / Чудо у Шаргану — Икония
- 1990 — «Святое место» / Свето место — госпожа Жупански
- 1994 — «Вуковар» / Вуковар, једна прича — Милка
- 1996 — «Красивые деревни красиво горят» / Лепа села лепо горе — мать Вели
- 1998 — «Бочка пороха» / Буре барута — мать боснийского Серба
- 2007 — «Аисты вернутся» / Вратиће се роде — Ружица Синджелич
- 2007 — «Променяй меня» / Промени ме — Малобабичка
- 2008 — «Братья Блум» / Brothers Bloom, The